# Ny Hydrae
Ny Hydrae (ν Hydrae, förkortat Ny Hya, ν Hya) som är stjärnans Bayerbeteckning, är en ensam stjärna belägen i den mellersta delen av stjärnbilden Vattenormen. Den har en skenbar magnitud på 3,12 och är synlig för blotta ögat där ljusföroreningar ej förekommer. Baserat på parallaxmätning inom Hipparcosuppdraget på ca 22,7 mas, beräknas den befinna sig på ett avstånd på ca 144 ljusår (ca 44 parsek) från solen.

## Egenskaper
Ny Hydrae är en orange till röd jättestjärna av spektralklass K0/K1 III och är en stjärna som har förbrukat förrådet av väte i dess kärna och utvecklats bort från huvudserien. Den har en massa som är omkring dubbelt så stor som solens massa, en radie som är ca 21 gånger större än solens och utsänder från dess fotosfär ca 151 gånger mera energi än solen vid en effektiv temperatur av ca 4 300 K.
Ny Hydrae avger röntgenstrålning med en uppskattad styrka på 6,6 × 1028 erg/s i röntgenbandet. Överskottet av andra element än väte och helium, vilket astronomer betecknar som stjärnans metallicitet, är ungefär hälften av solens. Den har en relativt snabb rörelse genom rymden, och bedöms ha en egenrörelse som är ungefär tre gånger snabbare än dess grannar.